# Lelkowe
Lelkowe (Caprimulgiformes) – monotypowy rząd ptaków z podgromady ptaków nowoczesnych Neornithes. Obejmuje gatunki prowadzące nocny tryb życia, spotykane zarówno w lasach, jak i na otwartych przestrzeniach, często w górach. Zamieszkują cały świat poza daleką północą i południem oraz Nową Zelandią.

## Charakterystyka
Ptaki te posiadają następujące cechy:
- małe i duże nocne ptaki, o zróżnicowanym upierzeniu, dużych ustach, długich skrzydłach i ogonach oraz krótkich nogach
- kosmopolityczne, chociaż nieobecne w regionach polarnych
- zamieszkują pustynie, łąki, otwarte zadrzewione obszary i lasy, do 4200 m n.p.m.
- długość ciała 15–40 cm.

## Systematyka
Do rzędu należy jedna rodzina:
- Caprimulgidae Vigors, 1825 – lelkowate